# Zaton (Šibenik)
Zaton (italsky Zaton) je vesnice a turisty často vyhledávané letovisko v Chorvatsku v Šibenicko-kninské župě, spadající pod opčinu města Šibenik. Nachází se na severozápadním břehu Šibenického zálivu a je vzdálena asi 8 km severozápadně od Šibeniku. V roce 2011 zde trvale žilo 978 obyvatel.
Sousedními vesnicemi jsou Gaćelezi, Grabovci, Raslina a Srima. Dopravu ve vesnici zajišťuje župní silnice Ž6088.